# Малые Гари (Кировская область)
 Малые Гари  — деревня в Оричевском районе Кировской области в составе Гарского сельского поселения.

## География
Находится на расстоянии примерно 11 км на север от районного центра поселка Оричи.

## История
Известна с 1678 года как деревня Толстиковская с 2 дворами, принадлежавшая Успенскому Трифанову монастырю. В 1764 году учтено 52 жителя. В 1873 году здесь (Толстиковская или Гари Малые) было отмечено дворов 24 и жителей 137, в 1905 42 и 254, в 1926 52 и 254, в 1950 87 и 157, в 1989 году оставалось 34 жителя. Нынешнее название утвердилось с 1939 года.

## Население
Постоянное население  составляло 20 человек (русские 100%) в 2002 году, 13 в 2010.